# Piano d'Arta
Piano d'Arta is een plaats (frazione) in de Italiaanse gemeente Arta Terme.